# Víctor Boluarte
Víctor Germán Boluarte Medina es un abogado y político peruano. En 2018 fue elegido como Alcalde provincial del Cusco para el periodo 2019-2022.

## Biografía
Nació en la ciudad de Lima el 23 de junio de 1965. Vivió su infancia en Paucartambo, Cusco donde inició sus estudios primarios. Culminó sus estudios primarios y secundarios en el Colegio La Salle de la ciudad del Cusco.
En 1983 inició sus estudios universitarios en la facultad de derecho de la Universidad Nacional San Antonio Abad del Cusco culminándolos en 1991 y obteniendo el título de Abogado en 1992. Luego de titularse como abogado, en 1994 prosiguió estudios de maestría en sociología en la Pontificia Universidad Católica del Perú, y el año 2008 la Maestría de gobernabilidad en la Universidad de San Martín de Porres, ha seguido diversos estudios de especialización, en Gestión del desarrollo en la Universidad Pacífico de Lima, Administración de personal en la UNSAAC Cusco, Maestría en Derecho Constitucional en la Universidad Católica Santa María de Arequipa, Gestión Municipal en Madrid España, Curso para expertos latino americanos en Relaciones Laborales en España e Italia, Normas Internacionales de trabajo en El Salvador, y es Magister en Gobernabilidad Democrática y Social en la Universidad San Martin de Porres.
Ha sido profesor del Colegio Nacional de Ciencias, ejerció la profesión de abogado en Cusco. Desde 1997 es docente en la Facultad de Derecho y Ciencias Políticas U.N.S.A.A.C. y de Maestría en Derecho Constitucional de la Escuela de Post Grado de la Universidad Andina del Cusco. Ha sido asesor de diversas organizaciones sociales y sindicales, así como de diferentes empresas en Cusco. Fue Regidor de la Municipalidad Provincial del Cusco, Jefe Zonal de la Oficina de Registros Públicos del Cusco, Decano del Ilustre Colegio de Abogados del Cusco y actualmente es Alcalde de la Honorable Municipalidad Provincial del Cusco.

## Trayectoria política
Estuvo afiliado al Partido Aprista Peruano desde el 30 de diciembre del 2004 al 31 de marzo del 2009 y a la coalición política Alianza Popular que participó en las elecciones generales del 2016.
En el año 2002 participó en las elecciones como candidato del Partido Aprista Peruano a regidor provincial del Cusco por el Partido Aprista Peruano saliendo elegido y ocupando ese cargo desde el 2003 hasta el 2006. Ese año se presenta como candidato aprista a la alcaldía provincial del Cusco sin éxito. Obtuvo solo el 14.285% de los votos y quedó en cuarto lugar en las elecciones que ganara la señora Marina Sequeiros. El año 2010 se presentó como candidato aprista al cargo de Gobernador Regional del Cusco quedando en decimoprimer puesto con el 2.198% de los votos en las elecciones regionales de ese año. El 2011 se presentó como candidato aprista al Congreso de la República por el departamento del Cusco. Tras obtener 20,246 votos preferenciales no logró acceder a la representación nacional. El 2016 repitió la candidatura al Congreso por la coalición Alianza Popular, formada por el APRA y el PPC, obteniendo 20,096 votos preferenciales sin lograr representación. En las elecciones municipales del año 2018, tras renunciar el 2016 al Partido Aprista Peruano, se presenta como candidato a la alcaldía del Cusco por el Movimiento Regional Tawantinsuyo obteniendo el 19.685% de los votos y ganando la elección. Asumió el cargo de alcalde el 1 de enero de 2019.
El 13 de diciembre de 2019, el Jurado Nacional de Elecciones declaró fundada una solicitud de suspensión de Boluarte como Alcalde del Cusco por un año debido a una condena penal que pesa en su contra por el delito de fraude en la administración de personas jurídicas cometido cuando fue decano del Colegio de Abogados del Cusco en el periodo 2008-2009. El 12 de octubre del 2020, la Corte Suprema del Perú resolvió declarar la nulidad de la sentencia y absolviendo a Boluarte de los cargos imputados en su contra. Con esta resolución, el Jurado Nacional de Elecciones emitió nuevamente las credenciales de alcalde a Boluarte que volvió a ocupar el cargo.  Durante su suspensión, el cargo de alcalde fue asumido por su teniente alcalde Ricardo Valderrama Fernández hasta su fallecimiento siendo reemplazado por la segunda regidora en orden Romi Infantas Soto. El 6 de noviembre de ese año, El Jurado Nacional de Elecciones entregó las credenciales de alcalde a Víctor Boluarte Medina luego de la Corte Suprema revocara la condena de éste y lo absolviera de los cargos que motivaron su suspensión por lo que Infantas regresó a ser la teniente alcaldesa. Boluarte cumplió su mandato el 31 de diciembre del 2022 siendo sucedido por Luis Pantoja Calvo.

## Trayectoria cultural
Desde 1985, año que fue coronada la Virgen del Carmen de Paucartambo, participa como integrante de la cuadrilla de Contradanza y desde 2014 asume funciones como autoridad en la citada danza. El 2015 junto con la cuadrilla de Contradanza participaron en el Folk Life Perú Pachamama Raymi organizado por el Instituto Smithsonian de Washington, Estados Unidos; en este festival también participaron otras delegaciones peruanas[cita requerida].

#### En línea
- «Infogob». Consultado el 31 de julio de 2019.
- «Declaración jurada de vida del candidato». Jurado Nacional de Elecciones. 2016. Archivado desde el original el 31 de julio de 2019. Consultado el 31 de julio de 2019.
- «Hoja de vida del candidato». Jurado Nacional de Elecciones. 2018. Consultado el 31 de julio de 2019.

- Datos: Q61051417
- Multimedia: Víctor Boluarte / Q61051417